# Susie Wollschläger
Susanne "Susie" Wollschläger, född 5 maj 1965 i Duisburg, Tyskland, är en västtysk och därefter tysk landhockeyspelare.
Hon tog OS-silver i damernas landhockeyturnering i samband med de olympiska landhockeytävlingarna 1992 i Barcelona.